# Luigi Gaggero
Pour les articles homonymes, voir Gaggero.
Né à Gênes en 1976, Luigi Gaggero étudie la percussion avec Andrea Pestalozza à Gênes et le cymbalum avec Márta Fábián à Budapest. En 2000, il intègre la Hochschule für Musik Hanns Eisler de Berlin où il se perfectionne auprès d’Edgar Guggeis et de Rainer Seegers et il obtient brillamment un premier prix (Konzertexamen).
En tant que cymbaliste, il se produit comme soliste et chambriste dans toute l’Europe et il collabore à divers ensemble de musique d’aujourd’hui (Accroche Note, Itinéraire, MusikFabrik, Scharoun, Contrechamps, Oriol), et de nombreux orchestres (les Philharmoniques de Berlin ou de Munich, l’Orchestre symphonique national de Berlin, l’Orchestre du Théâtre La Monnaie de Bruxelles ou la Sinfoniorchester des SWR Freiburg) sous la direction de Claudio Abbado, Pierre Boulez, Peter Eötvös, Kent Nagano, Riccardo Muti, Zoltán Peskó ou Simon Rattle.
Comme soliste, il a joué entre autres avec l’orchestre Sinfonieorchester des NDR Hamburg, Filarmonisch Orkest Hilversum, Münchner Kammerorchester, Orchester der Komischen Oper Berlin. Il a créé des pièces de Luca Antignani, Ivan Fedele, Luca Francesconi, Stefano Gervasoni, Konstantia Gourzi, Mauro Lanza et Alessandro Solbiati. Il est lauréat 2000 et 2002 des prix Hanns-Eisler pour l’interprétation de musique contemporaine. 
Depuis 2004 il est professeur de cymbalum au conservatoire de Strasbourg. 